# 江川东路

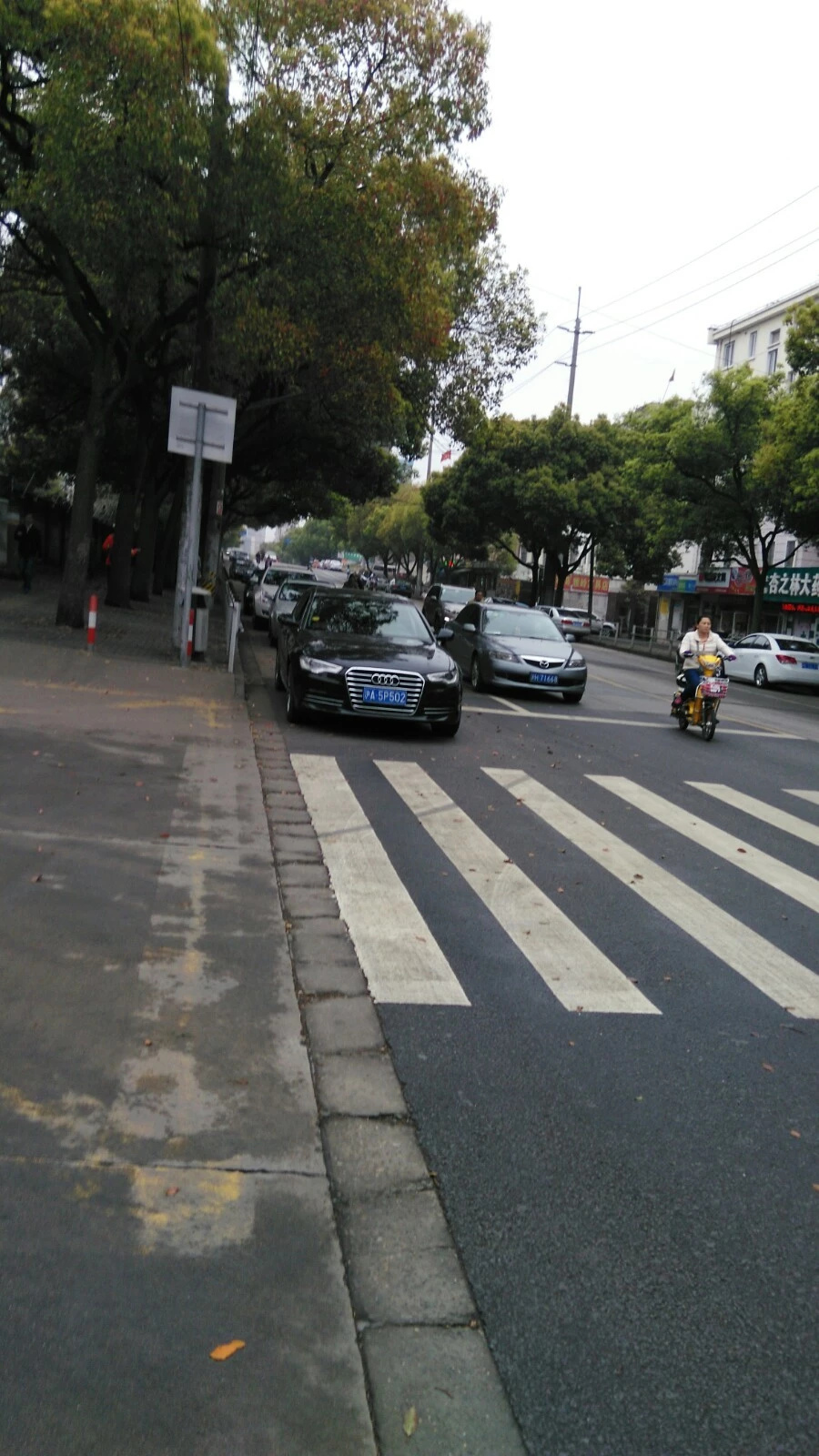
江川东路

江川东路，是中國上海市闵行区南部的一条道路。西起沪闵路，东至黄浦江，以云南江川为名。1957年修建，名达丰路，1980年更名为江川东路，1990年续建。沿途有闵行中学、上海交通大学闵行校区、华东师范大学闵行校区、吴泾渡口。